# The Big Problem ≠ The Solution. The Solution = Let It Be
The Big Problem ≠ The Solution. The Solution = Let It Be (conosciuto anche come The Big Problem Does Not Equal The Solution. The Solution Equals Let It Be) è un album di Crispin Glover, pubblicato nel 1989 e prodotto dai Barnes & Barnes.
Il titolo voleva dire che si doveva scoprire qual fosse il "grande problema", dopo si doveva dire a Glover cosa si pensava che fosse chiamando il numero telefonico 213 464-5053, che fu disconnesso nel giugno 2007.

## Tracce
1. Overture – 0:36
2. Selected Readings from RAT CATCHING – 3:53
3. The New Clean Song – 2:15
4. Auto-Manipulator – 4:03
5. Clowny Clown Clown – 2:54
6. Getting Out of Bed – 2:38
7. These Boots Are Made for Walkin' – 4:03
8. The Daring Young Man on the Flying Trapeze – 3:37
9. Never Say "Never" to Always – 0:56
10. Selected Readings from Oak Mot Part I – 6:04
11. Selected Readings from Oak Mot Part II – 2:04
12. Selected Readings from Oak Mot Part III – 3:23
13. Selected Readings from Oak Mot Part IV – 0:25
14. Selected Readings from Oak Mot Part V – 2:04
15. Selected Readings from Oak Mot Part VI – 2:26
16. Selected Readings from Oak Mot Part VII – 1:25

## Curiosità
- Venne fatto un video per Clowny Clown Clown.
- La maggior parte delle canzoni di questo album sono delle cover, con l'eccezione di Clowny Clown Clown.
- L'album contiene una apparizione come ospite di "Weird Al" Yankovic, che in alcuni brani dell'album suona la fisarmonica.